# Station Hamburg-Altona
Station Hamburg-Altona (Bahnhof Hamburg-Altona, tot 1938 Altona Hauptbahnhof; spreektaal Altonaer Bahnhof) is een spoorwegstation in de wijk Altona van de Duitse stad Hamburg, in de gelijknamige stadstaat. Voor het langeafstandsverkeer (ICE/IC) en regionaalverkeer (RE/RB) is het een kopstation met 8 sporen. Het deel voor de S-Bahn daarentegen ligt ondergronds, met 4 doorgaande sporen. Met dagelijks 100.000 reizigers hoort het station tot de 21 stations in de hoogte Duitse stationscategorie 1 van de DB Station&Service.
In kader van het project Neue Mitte Altona zal het langeafstands- en regionaalverkeer in het jaar 2023 gebruik maken van een nieuw station ter hoogte van het S-Bahnstation Diebsteich. Alleen het S-Bahnstation Altona zal blijven bestaan.

## Historische achtergrond
In december 1840 werd op initiatief van ondernemers uit Altona en Kiel de Altona-Kieler Eisenbahn-Gesellschaft opgericht, onder leiding van de Deense koning waarbij het dagelijkse bestuur door de rijksambtenaren van het Hertogdom Holstein werd uitgevoerd. De aandeelhouders van de onderneming beloofde een verbinding tussen de Noord- en Oostzee waardoor er beter afzetmogelijkheden waren voor hun goederen, en vervolgde met hun doel ook de spoorlijn van Altona naar Kiel te bouwen en te onderhouden. Deze spoorlijn werd in 1844 gehuldigd onder de naam "König Christian VIII. Ostseebahn" en was de eerste spoorlijn onder de naam van de Deense Hoogheid. Als zuidelijke eindpunt was gekozen voor Altona nabij de Elbehaven en was al vroeg van grote betekenis.
Na de Duitse Oorlog ontstond in 1867 uit beide voormalige hertogdommen Sleeswijk en Holstein de Pruisische provincie Sleeswijk-Holstein. In 1883 begonnen de onderhandelingen over de aankoop van de Altona-Kieler Eisenbahn door het Koninkrijk Pruisen, dat sinds 1 maart 1884 het beheer en bedrijfsvoering door de Koninklijke spoorwegdirectie Altona overnam, welke was gezeteld in een tijdelijk gebouw in de stad Altona. Voor de prijs van 70,65 miljoen Mark werd de Preußische Staatseisenbahnen op 1 januari 1887 (of 1 juli 1887) eigenaar van de AKE. De nv (AG) werd ontbonden. Hierdoor werd het station van Altona in 1887 "Pruisisch".
Vervolgens nam de Preußische Staatseisenbahnen alle spoorweginfrastructuur over. Het station werd eindpunt van alle treinen uit de provincie Sleeswijk-Holstein, ook die een route hadden over het niet Pruisische Hamburg, wat van economisch en strategisch belang was.

## Eerste station uit 1844

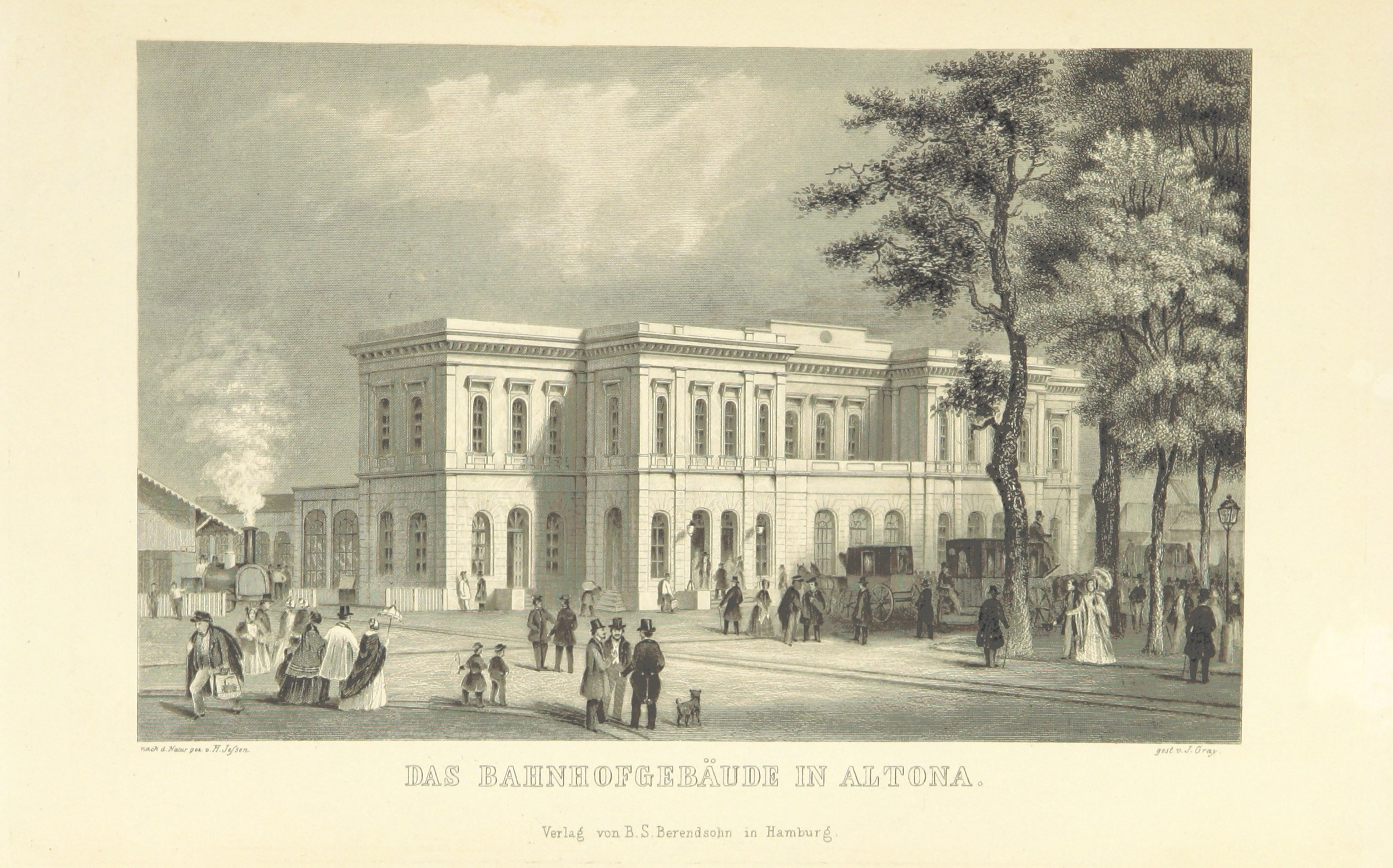
Eerste station uit 1844

Het eerste station van de stad Altona werd in 1844 direct boven de steile helling naar de Elbe, de "Altonaer Balkons", aan de westzijde van de stad gebouwd. Bij de bevolking was het wegens het verkeerslawaai snel ongeliefd, zodat de toenmalige burgemeester van Altona, Caspar Behn, parallel aan het station de Bahnhofsstraße (tegenwoordig Max-Brauer-Allee) liet aanleggen. De gebouwen aan de straat diende als 'geluidsscherm' waardoor het geluid in de stad afnam. In 1866 werd het station eindpunt de Verbindingslijn naar het aangrenzende westelijke gelegen Hamburg. Sinds 1867 begon ook de Altona-Blankeneser Eisenbahn in het station. Eén spoor aan de oostzijde van het station sloot in 1845 aan op de Altonaer Hafenbahn, welke liep naar de visafslag van Altona. De goederenwagons konden alleen getrokken worden speciale locomotieven door de steile helling van de haven naar het station. Sinds 1876 reden deze locomotieven door de zogenaamde Schellfischtunnel.
Sinds jaren 80 van de negentiende eeuw nam het treinverkeer toe en was uitbreiding van het station nodig. Ondertussen was de bebouwing in Altona en Ottensen sterk toegenomen wat de verbouwplannen verhinderde. Daarom besloot men, het station ongeveer 500 meter verder noordelijk te leggen, op het punt waar de drie spoorlijnen bij elkaar komen.
Op het vrijgekomen spoorwegterrein tussen het oude en het nieuwe station ontstond een park met aan de zijkanten diverse hoofdstraten, in het midden de Platz der Republik. Aan beide zijde werden in de loop van de tijd diverse belangrijke gebouwen geplaatst (Königl. Preußische Eisenbahndirektion, Hotel Kaiserhof, Altonaer Museum, Stuhlmannbrunnen) waardoor er een nieuwe hoofdas ontstond. In het zuiden staat het oude stationsgebouw in klassieke stijl. Het kreeg een nieuwe noordelijke vleugel en de gemeenteraad nam haar intrek in het gebouw, het verhuisde van het oude raadhuis aan de Nobistor naar de Neue Altonaer Rathaus. Het gebouw wordt tegenwoordig gebruikt door de deelraad van Altona.

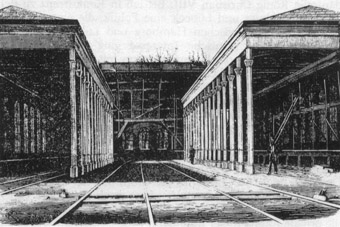
Het reizigersstation met op de achtergrond het gebouw, daartussen twee sporen voor het omzetten van de locomotieven
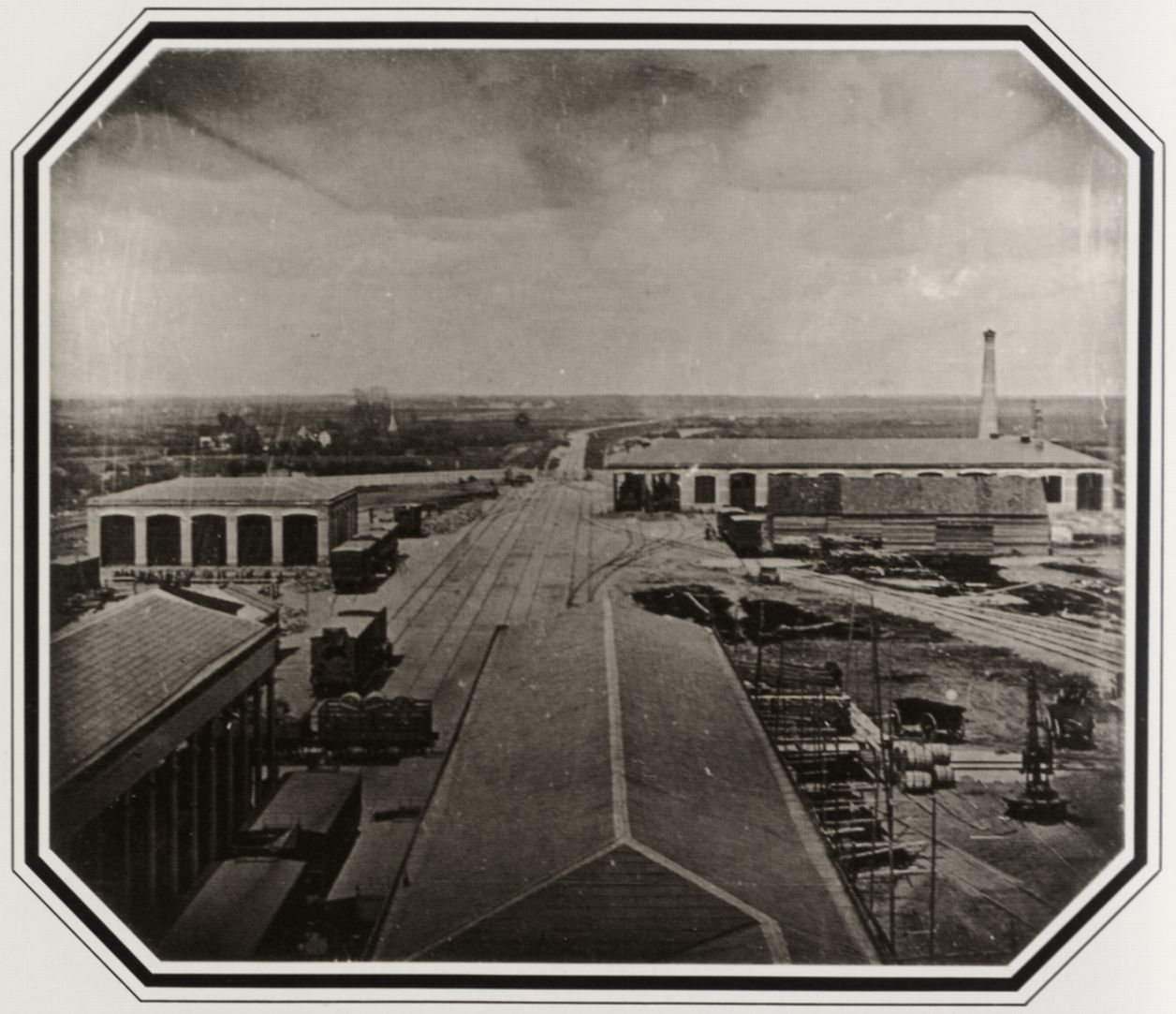
Sporen van de Altona-Kieler Eisenbahn (1844)
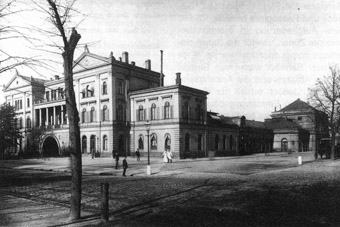
Het gebouw in 1890, vanuit het zuiden gezien. Het halfronde gebouw heeft een draaischijf voor het station
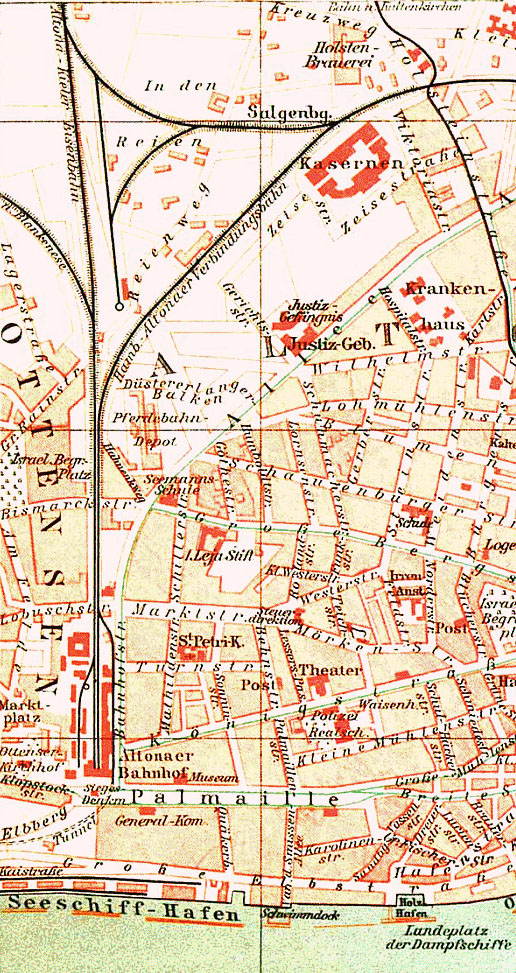
Sporenplan uit 1890

## Tweede station uit 1898

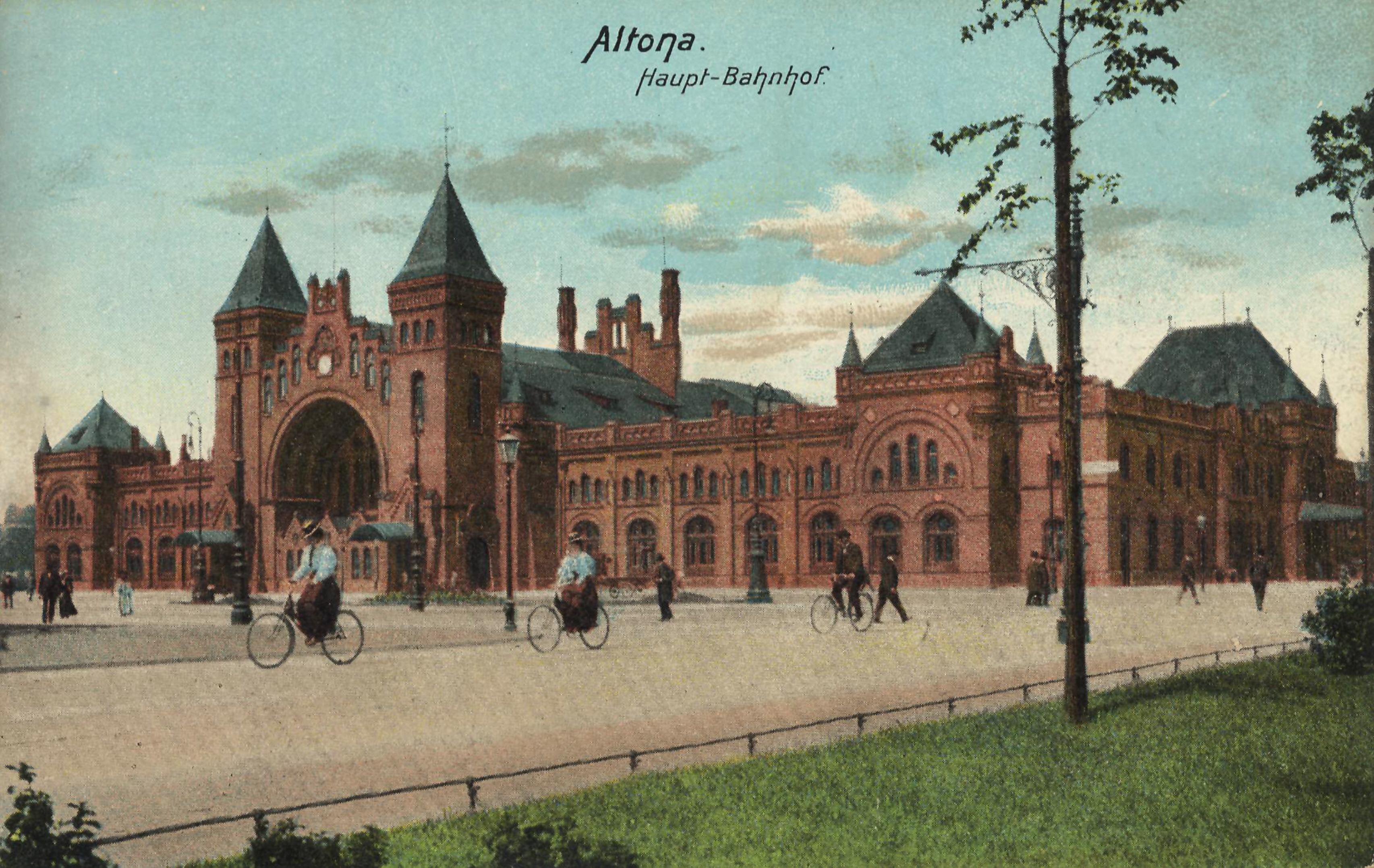
Ansichtkaart uit 1910 van Altona Haupt-Bahnhof

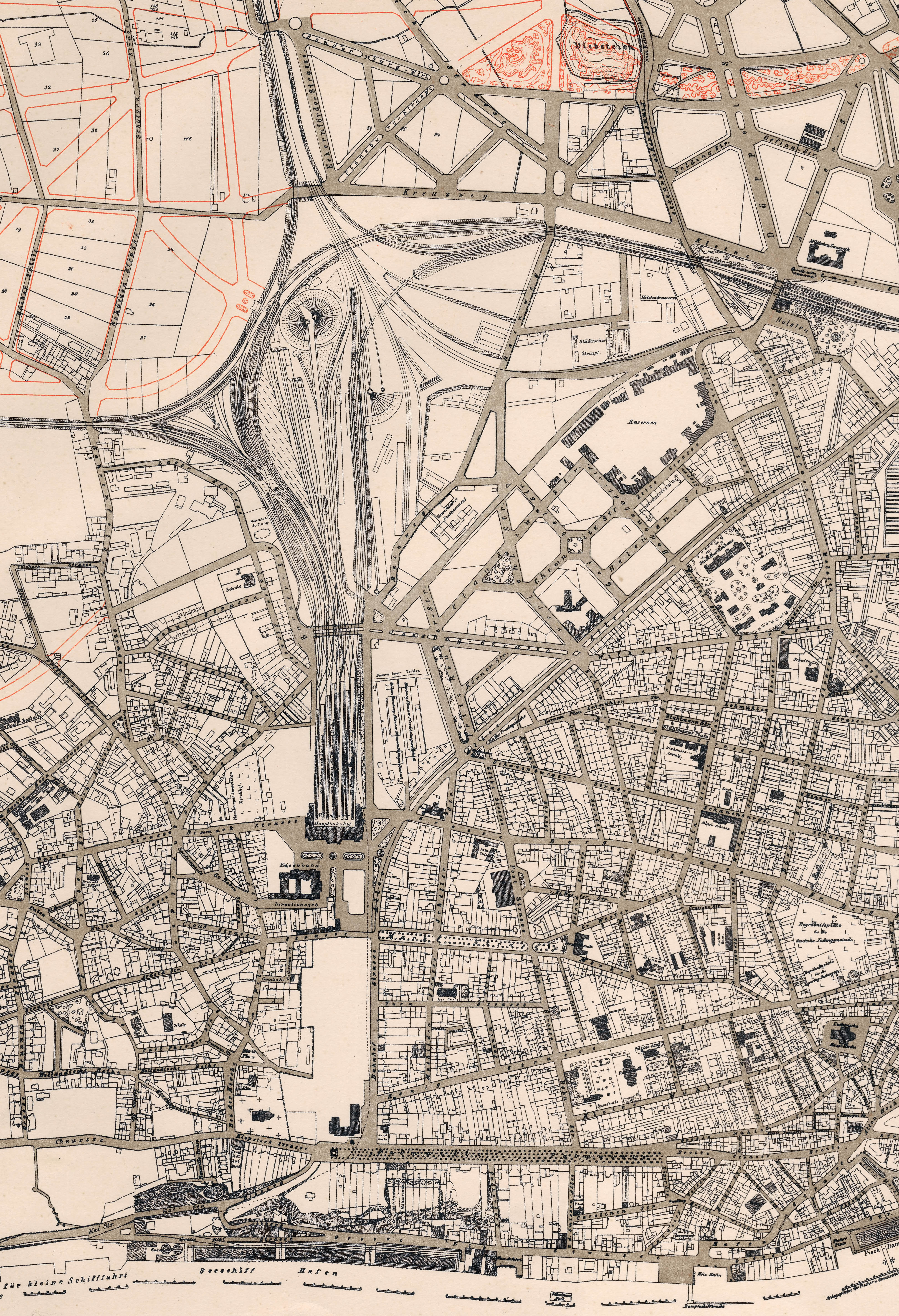
Plattegrond met sporenplan van Altona Hauptbahnhof in 1894

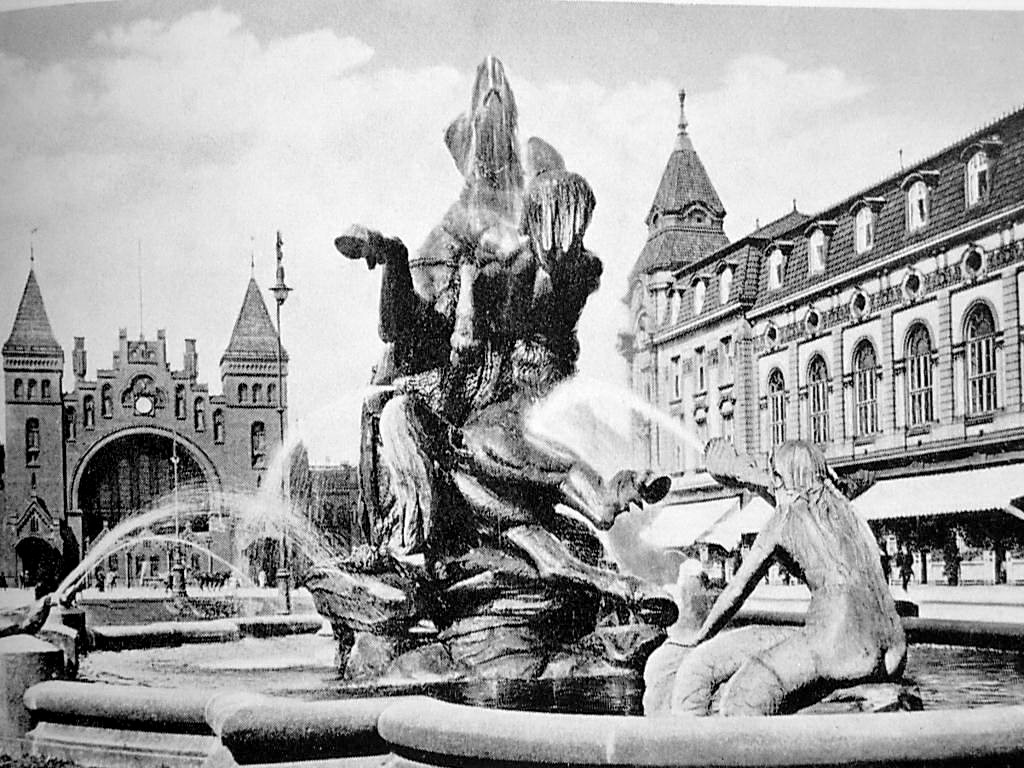
Altona Hauptbahnhof links en recht Hotel Kaiserhof, op de voorgrond de Stuhlmannbrunnen (1912)

Na de overwegingen om het station te verplaatsen, zou het hoger te komen liggen, maar men had goede ervaringen met het door Hermann Eggert ontworpen Frankfurt (Main) Hauptbahnhof uit 1888 waardoor het station op straatniveau kwam te liggen. Om het treinverkeer zo min mogelijk te hinderen tijdens de bouw, werd parallel aan de sporen gebouwd en in meerdere fases. Tussen 1893 en 1898 kwam het gereed. In kader van de verbouwing van het station werd de Verbindingslijn in het bereik van het Goederenstation Altona aan de toenmalige Rainweg, nu Harkortstraße, verhoogd. Deze viaduct blijft ook na de hertracering van de Verbindingsbaan enkelsporig en is dag vandaag de dag nog. Verder werd de Schellfischtunnel tot het nieuwe station verlengd.
De nu Pruisische Altonaer Hauptbahnhof werd op 30 januari 1898 geopend. De oorspronkelijke vierdelige stationshal had een lengte van 160 meter en een breedte van 82 meter. Tussen 1905 en 1907 werd in het westen nog een vijfde hal gebouwd voor het voorstadsspoor. Samen overspannen ze 11 sporen, waarvan de drie westelijke voor de voorstads- en S-Bahnverkeer gereserveerd waren. Het stationsgebouw bestond uit bakstenen in neo-romaanse stijl, met het Altonase stadswapen en de torens was het een herkenningspunt in Altona. Het kopstation kon zelfstandig onderhoud uitvoeren, wat in de tijd van stoomlocomotieven nodig was. Omdat er in Hamburg alleen een klein onderhoudscentrum was bij het Berliner Bahnhof, was er niet genoeg ruimte voor alle locomotieven. De treinen uit het zuiden reden via de uitgebreide dubbelsporige verbindingslijn door naar Altona. Op de lijn naar het noorden, die van de verbindingslijn bij de Rainweg aftakte, en niet naar Altona reed, reden tot de elektrificering in de jaren 60 alleen goederentreinen.
Over de middelste sporen werd in 1913 een elektromechanische brugseinhuis gebouwd. In 1943 stortte het door de oorlog in en werd niet meer herbouwd. Toen de Pruisische stad Altona in 1938 door de Groß-Hamburg-Gesetz bij Hamburg werd gevoegd, werd de stationsnaam veranderd van Altona Hauptbahnhof naar Bahnhof Hamburg-Altona. In de Tweede Wereldoorlog werd het station zwaar beschadigd, deze werd in de jaren 50 in vereenvoudigde vorm herbouwd. In 1965 werden de sporen van het station geëlektrificeerd.
De op 1 april 1979 in gebruik genomen Citytunnel Hamburg naar Hamburg Hbf werd gebouwd onder het westelijke deel van het stationsgebouw en er werd een nieuw stationsplein aangelegd als ook een nieuwe viersporig tunnelstation. Door de tunnelbouw kon het stationsgebouw niet tegen de trilling waardoor het in 1974, ondanks de vele protesten, werd gesloopt.

## Derde station uit 1979
Het tweede stationsgebouw werd vervangen door een twee verdiepingen tellende gebouw, gemaakt uit grijze prefab betondelen. In het zuidoosten verdubbeld de hoogte naar vier etages, in het kubusvormige gebouw zit een filiaal van Galeria Kaufhof. Het interieur van het stationsgebouw werd in de drie decennia meerdere keren verbouwd, om het in aanzicht vriendelijker te maken. De vier langeafstandsperronsporen kregen eenvoudig platte daken. Bij de drie regionale perronsporen ligt een helling richting het tunnelstation.

### Seinhuis uit 1995

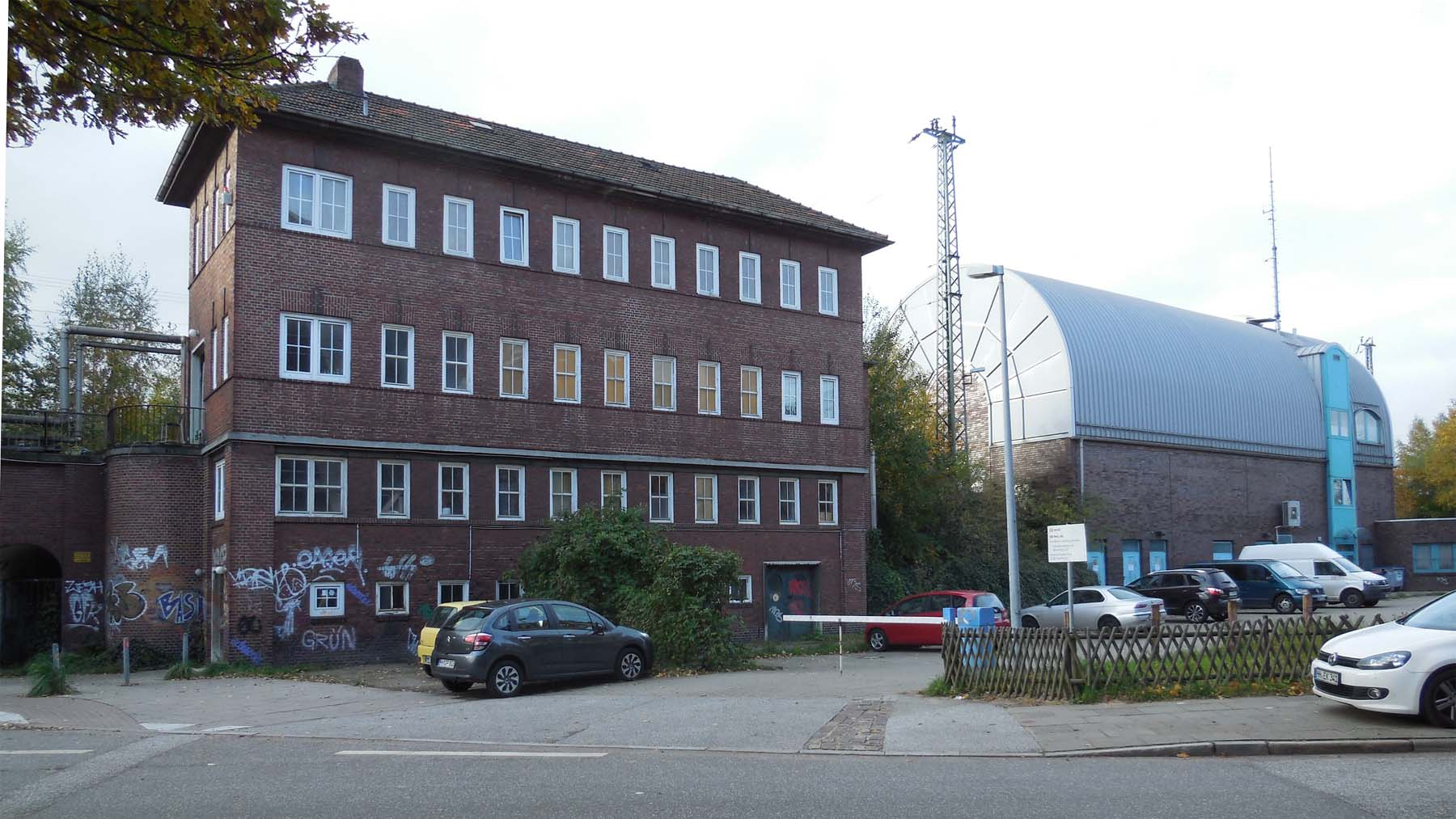
Oude en nieuwe seinhuis (2015)

Bij station Altona werd tussen 11 en 13 maart 1995 een 62,6 miljoen D-Mark kostende elektronisch seinhuis (Elektronisches Stellwerk (ESTW)) in het netwerk van de Deutsche Bahn in gebruik genomen. Het ESTW verving acht andere seinhuizen. Het heeft twee werkafdelingen: een treindienstleiding voor het station, en een treindienstleiding voor het goederenstation van een kilometer verderop; hierdoor verdwenen 49 arbeidsplaatsen. Rond de tijd van de ingebruikname stuurt het ESTW voor het treinverkeer 160 wissels, rond de 250 spoorwegseinen en 215 treindetectielussen. Door softwarefouten waren er in het begin aanzienlijke problemen, twaalf uur na de ingebruikname schakelde de dienstleiding voor het eerst zelfstandig. Na drie dagen van zoeken werd de oplossing gevonden: twee foutieve bits zorgde voor een bufferoverloop, wat het systeem uitschakelde. Doordat de oude seinhuizen al waren ontmanteld, kon de situatie voor de ingebruikname niet meer worden ingesteld. Bij de dienstregelingswissel van 27 naar 28 mei 1995 werd een nooddienstregeling ingesteld. Vervolgens verplichte de ESTW-herstellers Siemens en Alcatel, testcentra te bouwen, om het nieuwe elektronische seinhuizen voor ingebruikname te onderwerpen aan de stresstest waarbij het maximale van het systeem gevraagd wordt. Tevens worden hier toekomstige treindienstleiders geschoold.

### Gerenoveerde stationsgebouw uit 2005

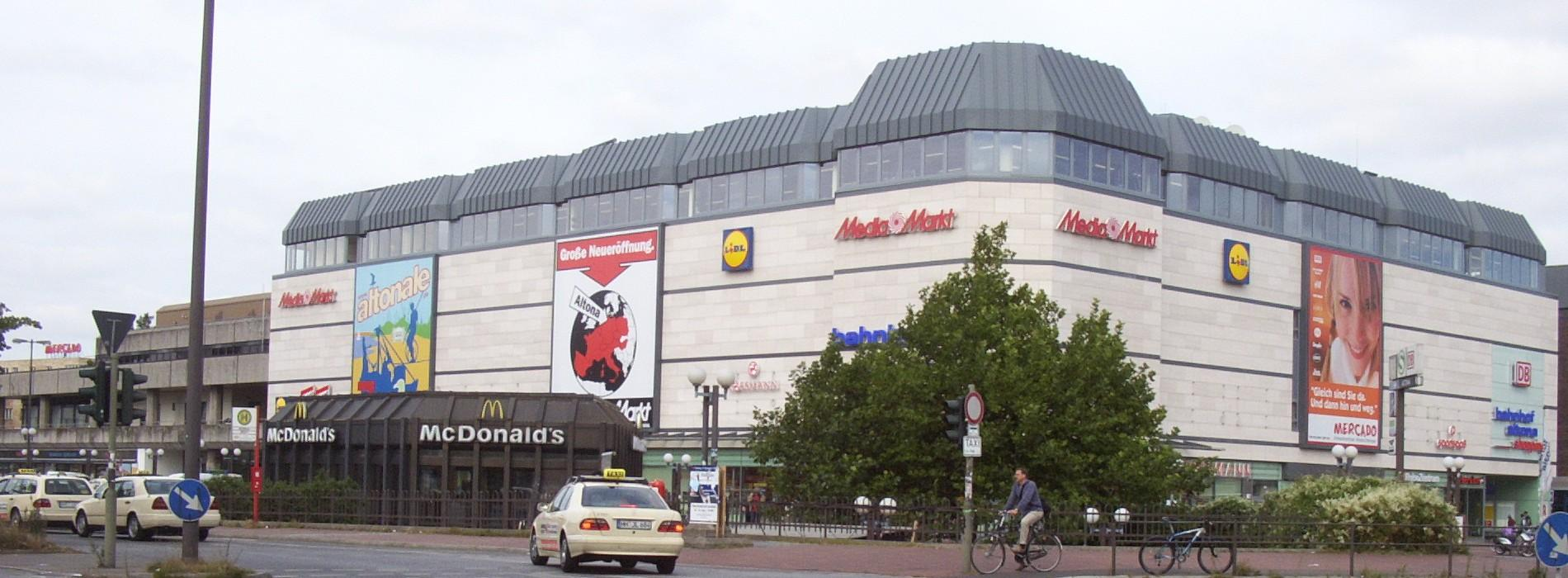
Buitengevel na de verbouwing van het stationsgebouw (2005)

Nadat Kaufhof het pand aan het begin van de eenentwintigste eeuw verlaten had, werd het complex in het voorjaar van 2006 omvangrijk verbouwd. De eerste en tweede etage van het voormalige Kaufhof is nu een Media Markt, in de kelder bevindt zich nu een Lidl-filiaal en andere winkels voor reisbenodigdheden, bakkerijen en overige Take-Aways. Op de begaande grond bevindt zich een Reisezentrum van de Deutsche Bahn (OV-Servicewinkel), een autoverhuurder, een Rossmann filiaal en andere winkels zoals diverse horeca.
Aan de achterzijde van het gebouw ten westen van de sporen bevindt zich een parkeergarage, tegenover de sporen aan de oostzijde het 5 verdiepingen, 133 kamers tellende InterCityHotel Hamburg-Altona.

## Verbindingen

### Spoorlijnen
- naar het westen: Altona-Blankeneser Eisenbahn vanaf 1867 in de richting van Blankenese, in 1883 verlengd naar Wedel, tegenwoordig onderdeel van de S-Bahnlijn S1;
- naar het noorden: Altona-Kieler Eisenbahn vanaf 1884 in de richting van Elmshorn - Neumünster - Kiel, later verder naar Flensburg - Scandinavië evenals in Elmshorn afbuigende lijn naar Itzehoe - Husum - Westerland;
- naar het oosten: Hamburg-Altonaer Verbindungsbahn vanaf 1866 in de richting van Hamburg Hbf, met aansluiting op de spoorlijnen naar Berlijn en Lübeck later ook naar Scandinavië, Hannover - Zuid-Duitsland en Bremen - Ruhrgebied.
- naar het zuiden: richting de Elbeoever de Altonaer Hafenbahn (1845-1992) naar de Visafslag van Altona via de Schellfischtunnel, alleen voor goederentreinen.

### Langeafstandstreinen
Directe verbindingen bestaan met de steden ten noorden van Hamburg, in de andere richting rijden de treinen via de stations Dammtor en Hauptbahnhof, naar het zuiden ook nog Harburg.
| Serie          | Route | Route | Route | Route | Route | Route | Frequentie |
| -------------- | --- | --- | --- | --- | --- | --- | --- |
| ICE-Sprinter 1 | Hamburg (Altona – Dammtor – Hbf) – Düsseldorf – Duisburg – Keulen | Hamburg (Altona – Dammtor – Hbf) – Düsseldorf – Duisburg – Keulen | Hamburg (Altona – Dammtor – Hbf) – Düsseldorf – Duisburg – Keulen | Hamburg (Altona – Dammtor – Hbf) – Düsseldorf – Duisburg – Keulen | Hamburg (Altona – Dammtor – Hbf) – Düsseldorf – Duisburg – Keulen | Hamburg (Altona – Dammtor – Hbf) – Düsseldorf – Duisburg – Keulen | 1x per dag |
| ICE-Sprinter 4 | Hamburg (Altona – Dammtor – Hbf) – Hannover – Frankfurt (Main) – Darmstadt | Hamburg (Altona – Dammtor – Hbf) – Hannover – Frankfurt (Main) – Darmstadt | Hamburg (Altona – Dammtor – Hbf) – Hannover – Frankfurt (Main) – Darmstadt | Hamburg (Altona – Dammtor – Hbf) – Hannover – Frankfurt (Main) – Darmstadt | Hamburg (Altona – Dammtor – Hbf) – Hannover – Frankfurt (Main) – Darmstadt | Hamburg (Altona – Dammtor – Hbf) – Hannover – Frankfurt (Main) – Darmstadt | 1x per dag |
| ICE 20         | Kiel – Neumünster – | Hamburg (Dammtor – Hbf) – Hannover – Göttingen – Kassel-Wilhelmshöhe – Frankfurt (Main) – | Hamburg (Dammtor – Hbf) – Hannover – Göttingen – Kassel-Wilhelmshöhe – Frankfurt (Main) – | Hamburg (Dammtor – Hbf) – Hannover – Göttingen – Kassel-Wilhelmshöhe – Frankfurt (Main) – | Hamburg (Dammtor – Hbf) – Hannover – Göttingen – Kassel-Wilhelmshöhe – Frankfurt (Main) – | Mannheim – Karlsruhe – Baden-Baden – Freiburg – Bazel (Bad Bf – SBB) – Zürich – Chur | 1x per 2 uur Altona – CH, enkele treinen naar Kiel of Wiesbaden                                                             |
| ICE 20         | Hamburg-Altona – | Hamburg (Dammtor – Hbf) – Hannover – Göttingen – Kassel-Wilhelmshöhe – Frankfurt (Main) – | Hamburg (Dammtor – Hbf) – Hannover – Göttingen – Kassel-Wilhelmshöhe – Frankfurt (Main) – | Hamburg (Dammtor – Hbf) – Hannover – Göttingen – Kassel-Wilhelmshöhe – Frankfurt (Main) – | Hamburg (Dammtor – Hbf) – Hannover – Göttingen – Kassel-Wilhelmshöhe – Frankfurt (Main) – | Frankfurt (Main) Flugh. Fernbf – Mainz – Wiesbaden | 1x per 2 uur Altona – CH, enkele treinen naar Kiel of Wiesbaden                                                             |
| ICE 22         | Kiel – Neumünster – | Hamburg (Dammtor – Hbf) – | Hannover – Kassel-Wilhelmshöhe – Frankfurt (Main) (Hbf – Flugh. Fernbf) – Mannheim – Stuttgart | Hannover – Kassel-Wilhelmshöhe – Frankfurt (Main) (Hbf – Flugh. Fernbf) – Mannheim – Stuttgart | Hannover – Kassel-Wilhelmshöhe – Frankfurt (Main) (Hbf – Flugh. Fernbf) – Mannheim – Stuttgart | Hannover – Kassel-Wilhelmshöhe – Frankfurt (Main) (Hbf – Flugh. Fernbf) – Mannheim – Stuttgart | 1x per 2 uur, enkele treinen van/naar Kiel of Oldenburg                                                                     |
| ICE 22         | Hamburg-Altona – | Hamburg (Dammtor – Hbf) – | Hannover – Kassel-Wilhelmshöhe – Frankfurt (Main) (Hbf – Flugh. Fernbf) – Mannheim – Stuttgart | Hannover – Kassel-Wilhelmshöhe – Frankfurt (Main) (Hbf – Flugh. Fernbf) – Mannheim – Stuttgart | Hannover – Kassel-Wilhelmshöhe – Frankfurt (Main) (Hbf – Flugh. Fernbf) – Mannheim – Stuttgart | Hannover – Kassel-Wilhelmshöhe – Frankfurt (Main) (Hbf – Flugh. Fernbf) – Mannheim – Stuttgart | 1x per 2 uur, enkele treinen van/naar Kiel of Oldenburg                                                                     |
| ICE 22         | Oldenburg – Bremen – | | Hannover – Kassel-Wilhelmshöhe – Frankfurt (Main) (Hbf – Flugh. Fernbf) – Mannheim – Stuttgart | Hannover – Kassel-Wilhelmshöhe – Frankfurt (Main) (Hbf – Flugh. Fernbf) – Mannheim – Stuttgart | Hannover – Kassel-Wilhelmshöhe – Frankfurt (Main) (Hbf – Flugh. Fernbf) – Mannheim – Stuttgart | Hannover – Kassel-Wilhelmshöhe – Frankfurt (Main) (Hbf – Flugh. Fernbf) – Mannheim – Stuttgart | 1x per 2 uur, enkele treinen van/naar Kiel of Oldenburg                                                                     |
| ICE 25         | Hamburg (Altona – Dammtor) – | Hamburg (Hbf – Harburg) – | Hannover – Göttingen – Kassel-Wilhelmshöhe – Fulda – Würzburg – Nürnberg – Ingolstadt – München (– Garmisch-Partenkirchen) | Hannover – Göttingen – Kassel-Wilhelmshöhe – Fulda – Würzburg – Nürnberg – Ingolstadt – München (– Garmisch-Partenkirchen) | Hannover – Göttingen – Kassel-Wilhelmshöhe – Fulda – Würzburg – Nürnberg – Ingolstadt – München (– Garmisch-Partenkirchen) | Hannover – Göttingen – Kassel-Wilhelmshöhe – Fulda – Würzburg – Nürnberg – Ingolstadt – München (– Garmisch-Partenkirchen) | 1x per uur Altona - München. 1x per twee uur één treinstel naar Oldenburg. 1x per dag naar Lübeck of Garmisch-Partenkirchen |
| ICE 25         | Lübeck – | Hamburg (Hbf – Harburg) – | Hannover – Göttingen – Kassel-Wilhelmshöhe – Fulda – Würzburg – Nürnberg – Ingolstadt – München (– Garmisch-Partenkirchen) | Hannover – Göttingen – Kassel-Wilhelmshöhe – Fulda – Würzburg – Nürnberg – Ingolstadt – München (– Garmisch-Partenkirchen) | Hannover – Göttingen – Kassel-Wilhelmshöhe – Fulda – Würzburg – Nürnberg – Ingolstadt – München (– Garmisch-Partenkirchen) | Hannover – Göttingen – Kassel-Wilhelmshöhe – Fulda – Würzburg – Nürnberg – Ingolstadt – München (– Garmisch-Partenkirchen) | 1x per uur Altona - München. 1x per twee uur één treinstel naar Oldenburg. 1x per dag naar Lübeck of Garmisch-Partenkirchen |
| ICE 25         | Oldenburg – Bremen – | | Hannover – Göttingen – Kassel-Wilhelmshöhe – Fulda – Würzburg – Nürnberg – Ingolstadt – München (– Garmisch-Partenkirchen) | Hannover – Göttingen – Kassel-Wilhelmshöhe – Fulda – Würzburg – Nürnberg – Ingolstadt – München (– Garmisch-Partenkirchen) | Hannover – Göttingen – Kassel-Wilhelmshöhe – Fulda – Würzburg – Nürnberg – Ingolstadt – München (– Garmisch-Partenkirchen) | Hannover – Göttingen – Kassel-Wilhelmshöhe – Fulda – Würzburg – Nürnberg – Ingolstadt – München (– Garmisch-Partenkirchen) | 1x per uur Altona - München. 1x per twee uur één treinstel naar Oldenburg. 1x per dag naar Lübeck of Garmisch-Partenkirchen |
| ICE 28         | Hamburg (Altona – Dammtor – Hbf) – Berlin-Spandau – | Hamburg (Altona – Dammtor – Hbf) – Berlin-Spandau – | Berlijn (Hbf – Südkreuz) – Lutherstadt Wittenberg – Leipzig – Nürnberg – | Ingolstadt – | München – | München Ost – Rosenheim – Kufstein – Innsbruck | 1x per uur Altona - München, enkele treinen per dag naar Warnemünde/Binz/Innsbruck, tussenstops wisselt per trein.          |
| ICE 28         | Warnemünde – Rostock – Neustrelitz – | Berlin Gesundbrunnen – | Berlijn (Hbf – Südkreuz) – Lutherstadt Wittenberg – Leipzig – Nürnberg – | Augsburg – | München – | Garmisch-Partenkirchen – Innsbruck | 1x per uur Altona - München, enkele treinen per dag naar Warnemünde/Binz/Innsbruck, tussenstops wisselt per trein.          |
| ICE 28         | Binz – Stralsund – Prenzlau – | Berlin Gesundbrunnen – | Berlijn (Hbf – Südkreuz) – Lutherstadt Wittenberg – Leipzig – Nürnberg – | Augsburg – | München – | Garmisch-Partenkirchen – Innsbruck | 1x per uur Altona - München, enkele treinen per dag naar Warnemünde/Binz/Innsbruck, tussenstops wisselt per trein.          |
| ICE 91         | Hamburg (Altona – Dammtor – Hbf – Harburg) – Hannover – Kassel-Wilhelmshöhe – Fulda – Würzburg – Nürnberg – Regensburg – Passau – Wels – Linz – St. Pölten – Wenen (Meidling – Hbf)                                                                                              | Hamburg (Altona – Dammtor – Hbf – Harburg) – Hannover – Kassel-Wilhelmshöhe – Fulda – Würzburg – Nürnberg – Regensburg – Passau – Wels – Linz – St. Pölten – Wenen (Meidling – Hbf)                                                                                              | Hamburg (Altona – Dammtor – Hbf – Harburg) – Hannover – Kassel-Wilhelmshöhe – Fulda – Würzburg – Nürnberg – Regensburg – Passau – Wels – Linz – St. Pölten – Wenen (Meidling – Hbf)                                                                                              | Hamburg (Altona – Dammtor – Hbf – Harburg) – Hannover – Kassel-Wilhelmshöhe – Fulda – Würzburg – Nürnberg – Regensburg – Passau – Wels – Linz – St. Pölten – Wenen (Meidling – Hbf)                                                                                              | Hamburg (Altona – Dammtor – Hbf – Harburg) – Hannover – Kassel-Wilhelmshöhe – Fulda – Würzburg – Nürnberg – Regensburg – Passau – Wels – Linz – St. Pölten – Wenen (Meidling – Hbf)                                                                                              | Hamburg (Altona – Dammtor – Hbf – Harburg) – Hannover – Kassel-Wilhelmshöhe – Fulda – Würzburg – Nürnberg – Regensburg – Passau – Wels – Linz – St. Pölten – Wenen (Meidling – Hbf)                                                                                              | Enkele treinen per dag |
| IC 26 26.1     | Ostseebad Binz – Stralsund – Rostock – Schwerin – | Ostseebad Binz – Stralsund – Rostock – Schwerin – | Ostseebad Binz – Stralsund – Rostock – Schwerin – | Hamburg (Altona – Dammtor – Hbf – Harburg) – Lüneburg – Uelzen – Celle – Hannover – Göttingen – Kassel-Wilhelmshöhe – Gießen – Frankfurt (Main) – Darmstadt – Heidelberg – Karlsruhe                                                                                             | Hamburg (Altona – Dammtor – Hbf – Harburg) – Lüneburg – Uelzen – Celle – Hannover – Göttingen – Kassel-Wilhelmshöhe – Gießen – Frankfurt (Main) – Darmstadt – Heidelberg – Karlsruhe                                                                                             | Hamburg (Altona – Dammtor – Hbf – Harburg) – Lüneburg – Uelzen – Celle – Hannover – Göttingen – Kassel-Wilhelmshöhe – Gießen – Frankfurt (Main) – Darmstadt – Heidelberg – Karlsruhe                                                                                             | 1x per twee uur, enkele treinen vanaf Ostseebad Binz (stopt niet in Altona en Dammtor) of Westerland                        |
| IC 26 26.1     | Westerland (Sylt) – Heide – Itzehoe – | | | Hamburg (Altona – Dammtor – Hbf – Harburg) – Lüneburg – Uelzen – Celle – Hannover – Göttingen – Kassel-Wilhelmshöhe – Gießen – Frankfurt (Main) – Darmstadt – Heidelberg – Karlsruhe                                                                                             | Hamburg (Altona – Dammtor – Hbf – Harburg) – Lüneburg – Uelzen – Celle – Hannover – Göttingen – Kassel-Wilhelmshöhe – Gießen – Frankfurt (Main) – Darmstadt – Heidelberg – Karlsruhe                                                                                             | Hamburg (Altona – Dammtor – Hbf – Harburg) – Lüneburg – Uelzen – Celle – Hannover – Göttingen – Kassel-Wilhelmshöhe – Gießen – Frankfurt (Main) – Darmstadt – Heidelberg – Karlsruhe                                                                                             | 1x per twee uur, enkele treinen vanaf Ostseebad Binz (stopt niet in Altona en Dammtor) of Westerland                        |
| IC 26 26.2     | (Altona – Dammtor – Hbf – Harburg) – Lüneburg – Uelzen – Celle – Hannover – Göttingen – Kassel-Wilhelmshöhe – Würzburg – Ansbach – Augsburg – | (Altona – Dammtor – Hbf – Harburg) – Lüneburg – Uelzen – Celle – Hannover – Göttingen – Kassel-Wilhelmshöhe – Würzburg – Ansbach – Augsburg – | (Altona – Dammtor – Hbf – Harburg) – Lüneburg – Uelzen – Celle – Hannover – Göttingen – Kassel-Wilhelmshöhe – Würzburg – Ansbach – Augsburg – | Kempten (Allgäu) – Immenstadt – Oberstdorf | Kempten (Allgäu) – Immenstadt – Oberstdorf | Kempten (Allgäu) – Immenstadt – Oberstdorf | Enkele treinen per dag, trein wordt gesplitst in Augsburg                                                                   |
| IC 26 26.2     | (Altona – Dammtor – Hbf – Harburg) – Lüneburg – Uelzen – Celle – Hannover – Göttingen – Kassel-Wilhelmshöhe – Würzburg – Ansbach – Augsburg – | (Altona – Dammtor – Hbf – Harburg) – Lüneburg – Uelzen – Celle – Hannover – Göttingen – Kassel-Wilhelmshöhe – Würzburg – Ansbach – Augsburg – | (Altona – Dammtor – Hbf – Harburg) – Lüneburg – Uelzen – Celle – Hannover – Göttingen – Kassel-Wilhelmshöhe – Würzburg – Ansbach – Augsburg – | München Ost – Rosenheim – Freilassing – Berchtesgaden | | | Enkele treinen per dag, trein wordt gesplitst in Augsburg                                                                   |
| EC/IC 27       | Budapest-Keleti – Szob – Nové Zámky – Bratislava – Kúty – Břeclav – Brno – Praag – Ústí nad Labem – Dresden (Hbf – Neustadt) – Berlijn (Südkreuz – Hbf – Spandau) – Wittenberge – Ludwigslust – Hamburg (Hbf – Dammtor – Altona) – Itzehoe – Heide – Niebüll – Westerland (Sylt) | Budapest-Keleti – Szob – Nové Zámky – Bratislava – Kúty – Břeclav – Brno – Praag – Ústí nad Labem – Dresden (Hbf – Neustadt) – Berlijn (Südkreuz – Hbf – Spandau) – Wittenberge – Ludwigslust – Hamburg (Hbf – Dammtor – Altona) – Itzehoe – Heide – Niebüll – Westerland (Sylt) | Budapest-Keleti – Szob – Nové Zámky – Bratislava – Kúty – Břeclav – Brno – Praag – Ústí nad Labem – Dresden (Hbf – Neustadt) – Berlijn (Südkreuz – Hbf – Spandau) – Wittenberge – Ludwigslust – Hamburg (Hbf – Dammtor – Altona) – Itzehoe – Heide – Niebüll – Westerland (Sylt) | Budapest-Keleti – Szob – Nové Zámky – Bratislava – Kúty – Břeclav – Brno – Praag – Ústí nad Labem – Dresden (Hbf – Neustadt) – Berlijn (Südkreuz – Hbf – Spandau) – Wittenberge – Ludwigslust – Hamburg (Hbf – Dammtor – Altona) – Itzehoe – Heide – Niebüll – Westerland (Sylt) | Budapest-Keleti – Szob – Nové Zámky – Bratislava – Kúty – Břeclav – Brno – Praag – Ústí nad Labem – Dresden (Hbf – Neustadt) – Berlijn (Südkreuz – Hbf – Spandau) – Wittenberge – Ludwigslust – Hamburg (Hbf – Dammtor – Altona) – Itzehoe – Heide – Niebüll – Westerland (Sylt) | Budapest-Keleti – Szob – Nové Zámky – Bratislava – Kúty – Břeclav – Brno – Praag – Ústí nad Labem – Dresden (Hbf – Neustadt) – Berlijn (Südkreuz – Hbf – Spandau) – Wittenberge – Ludwigslust – Hamburg (Hbf – Dammtor – Altona) – Itzehoe – Heide – Niebüll – Westerland (Sylt) | 1x per twee uur, enkele treinen naar Westerland, met een rijtuig naar Dagebüll                                              |
| EC/IC 30       | Hamburg-Altona – | Hamburg Dammtor – | Hamburg (Hbf – Harburg) – Bremen – Osnabrück – Münster – Dortmund – Essen – Duisburg – Düsseldorf – Keulen – Bonn – Koblenz – Mainz – Mannheim – | Hamburg (Hbf – Harburg) – Bremen – Osnabrück – Münster – Dortmund – Essen – Duisburg – Düsseldorf – Keulen – Bonn – Koblenz – Mainz – Mannheim – | Hamburg (Hbf – Harburg) – Bremen – Osnabrück – Münster – Dortmund – Essen – Duisburg – Düsseldorf – Keulen – Bonn – Koblenz – Mainz – Mannheim – | Heidelberg – Stuttgart | 1x per twee uur, 1x per dag vanaf Binz/Westerland                                                                           |
| EC/IC 30       | Westerland – Heide – Itzehoe – | Hamburg Dammtor – | Hamburg (Hbf – Harburg) – Bremen – Osnabrück – Münster – Dortmund – Essen – Duisburg – Düsseldorf – Keulen – Bonn – Koblenz – Mainz – Mannheim – | Hamburg (Hbf – Harburg) – Bremen – Osnabrück – Münster – Dortmund – Essen – Duisburg – Düsseldorf – Keulen – Bonn – Koblenz – Mainz – Mannheim – | Hamburg (Hbf – Harburg) – Bremen – Osnabrück – Münster – Dortmund – Essen – Duisburg – Düsseldorf – Keulen – Bonn – Koblenz – Mainz – Mannheim – | Karlsruhe – Baden-Baden – Freiburg – Bazel (Bad Bf – SBB) – Zürich – Sargans – Chur | 1x per dag, Hamburg-Chur |
| EC/IC 30       | Ostseebad Binz – Stralsund – Rostock – Schwerin – | | Hamburg (Hbf – Harburg) – Bremen – Osnabrück – Münster – Dortmund – Essen – Duisburg – Düsseldorf – Keulen – Bonn – Koblenz – Mainz – Mannheim – | Hamburg (Hbf – Harburg) – Bremen – Osnabrück – Münster – Dortmund – Essen – Duisburg – Düsseldorf – Keulen – Bonn – Koblenz – Mainz – Mannheim – | Hamburg (Hbf – Harburg) – Bremen – Osnabrück – Münster – Dortmund – Essen – Duisburg – Düsseldorf – Keulen – Bonn – Koblenz – Mainz – Mannheim – | Karlsruhe – Baden-Baden – Freiburg – Bazel (Bad Bf – SBB) – Zürich – Sargans – Chur | 1x per dag, Hamburg-Chur |
| FLX20          | Hamburg (Altona – Hbf – Harburg) – Osnabrück – Münster – Gelsenkirchen – Essen – Duisburg – Düsseldorf – Keulen | Hamburg (Altona – Hbf – Harburg) – Osnabrück – Münster – Gelsenkirchen – Essen – Duisburg – Düsseldorf – Keulen | Hamburg (Altona – Hbf – Harburg) – Osnabrück – Münster – Gelsenkirchen – Essen – Duisburg – Düsseldorf – Keulen | Hamburg (Altona – Hbf – Harburg) – Osnabrück – Münster – Gelsenkirchen – Essen – Duisburg – Düsseldorf – Keulen | Hamburg (Altona – Hbf – Harburg) – Osnabrück – Münster – Gelsenkirchen – Essen – Duisburg – Düsseldorf – Keulen | Hamburg (Altona – Hbf – Harburg) – Osnabrück – Münster – Gelsenkirchen – Essen – Duisburg – Düsseldorf – Keulen | 4x per dag |
| CNL Komet      | Hamburg (Altona – Dammtor – Hbf – Harburg) – Hannover – Göttingen – Karlsruhe – Baden-Baden – Offenburg – Freiburg – Bazel (Bad Bf – SBB) – Baden – Zürich | Hamburg (Altona – Dammtor – Hbf – Harburg) – Hannover – Göttingen – Karlsruhe – Baden-Baden – Offenburg – Freiburg – Bazel (Bad Bf – SBB) – Baden – Zürich | Hamburg (Altona – Dammtor – Hbf – Harburg) – Hannover – Göttingen – Karlsruhe – Baden-Baden – Offenburg – Freiburg – Bazel (Bad Bf – SBB) – Baden – Zürich | Hamburg (Altona – Dammtor – Hbf – Harburg) – Hannover – Göttingen – Karlsruhe – Baden-Baden – Offenburg – Freiburg – Bazel (Bad Bf – SBB) – Baden – Zürich | Hamburg (Altona – Dammtor – Hbf – Harburg) – Hannover – Göttingen – Karlsruhe – Baden-Baden – Offenburg – Freiburg – Bazel (Bad Bf – SBB) – Baden – Zürich | Hamburg (Altona – Dammtor – Hbf – Harburg) – Hannover – Göttingen – Karlsruhe – Baden-Baden – Offenburg – Freiburg – Bazel (Bad Bf – SBB) – Baden – Zürich | 1x per dag |
| CNL Pyxis      | Hamburg (Altona – Dammtor – Hbf – Harburg) – Hannover – Augsburg – München (Hbf – Ost) | Hamburg (Altona – Dammtor – Hbf – Harburg) – Hannover – Augsburg – München (Hbf – Ost) | Hamburg (Altona – Dammtor – Hbf – Harburg) – Hannover – Augsburg – München (Hbf – Ost) | Hamburg (Altona – Dammtor – Hbf – Harburg) – Hannover – Augsburg – München (Hbf – Ost) | Hamburg (Altona – Dammtor – Hbf – Harburg) – Hannover – Augsburg – München (Hbf – Ost) | Hamburg (Altona – Dammtor – Hbf – Harburg) – Hannover – Augsburg – München (Hbf – Ost) | 1x per dag |
| EN Hans Albers | Hamburg (Altona – Dammtor – Hbf – Harburg) – Hannover – Göttingen – Würzburg – Nürnberg – Passau – Wels – Linz – Amstetten – St. Pölten – Wenen (Meidling – Hbf) | Hamburg (Altona – Dammtor – Hbf – Harburg) – Hannover – Göttingen – Würzburg – Nürnberg – Passau – Wels – Linz – Amstetten – St. Pölten – Wenen (Meidling – Hbf) | Hamburg (Altona – Dammtor – Hbf – Harburg) – Hannover – Göttingen – Würzburg – Nürnberg – Passau – Wels – Linz – Amstetten – St. Pölten – Wenen (Meidling – Hbf) | Hamburg (Altona – Dammtor – Hbf – Harburg) – Hannover – Göttingen – Würzburg – Nürnberg – Passau – Wels – Linz – Amstetten – St. Pölten – Wenen (Meidling – Hbf) | Hamburg (Altona – Dammtor – Hbf – Harburg) – Hannover – Göttingen – Würzburg – Nürnberg – Passau – Wels – Linz – Amstetten – St. Pölten – Wenen (Meidling – Hbf) | Hamburg (Altona – Dammtor – Hbf – Harburg) – Hannover – Göttingen – Würzburg – Nürnberg – Passau – Wels – Linz – Amstetten – St. Pölten – Wenen (Meidling – Hbf) | 1x per dag |

De langeafstands- en regionale treinen worden aan vier eilandperrons (spoor 5-12) afgewikkeld. Alle sporen kunnen vanaf alle richtingen bereikt worden, alleen rijden doorgaans ICE-treinen in de richting van het zuiden, die beginnen in Altona, van een hoger spoornummer (spoor 9-12). De ICE-treinen komend uit het zuiden, die eindigen in Altona, gebruiken de middelste spoornummers (spoor 7-10). Bij storingen of andere incidenten kan er worden afgeweken van deze regel. Tot in de jaren 90 was de spoornummering van de langeafstandstreinen in strijd met de spoornummering van het S-Bahnstation. Voor de bouw van de S-Bahntunnel waren er 3 S-Bahn sporen, maar toen het tunnelstation met vier sporen werd geopend waren er twee sporen met het nummer 4. Na vele jaren werden de spoornummers van het langeafstandsstation omgenummerd en was nummer 4 alleen voor de S-Bahn.

### Autotreinen

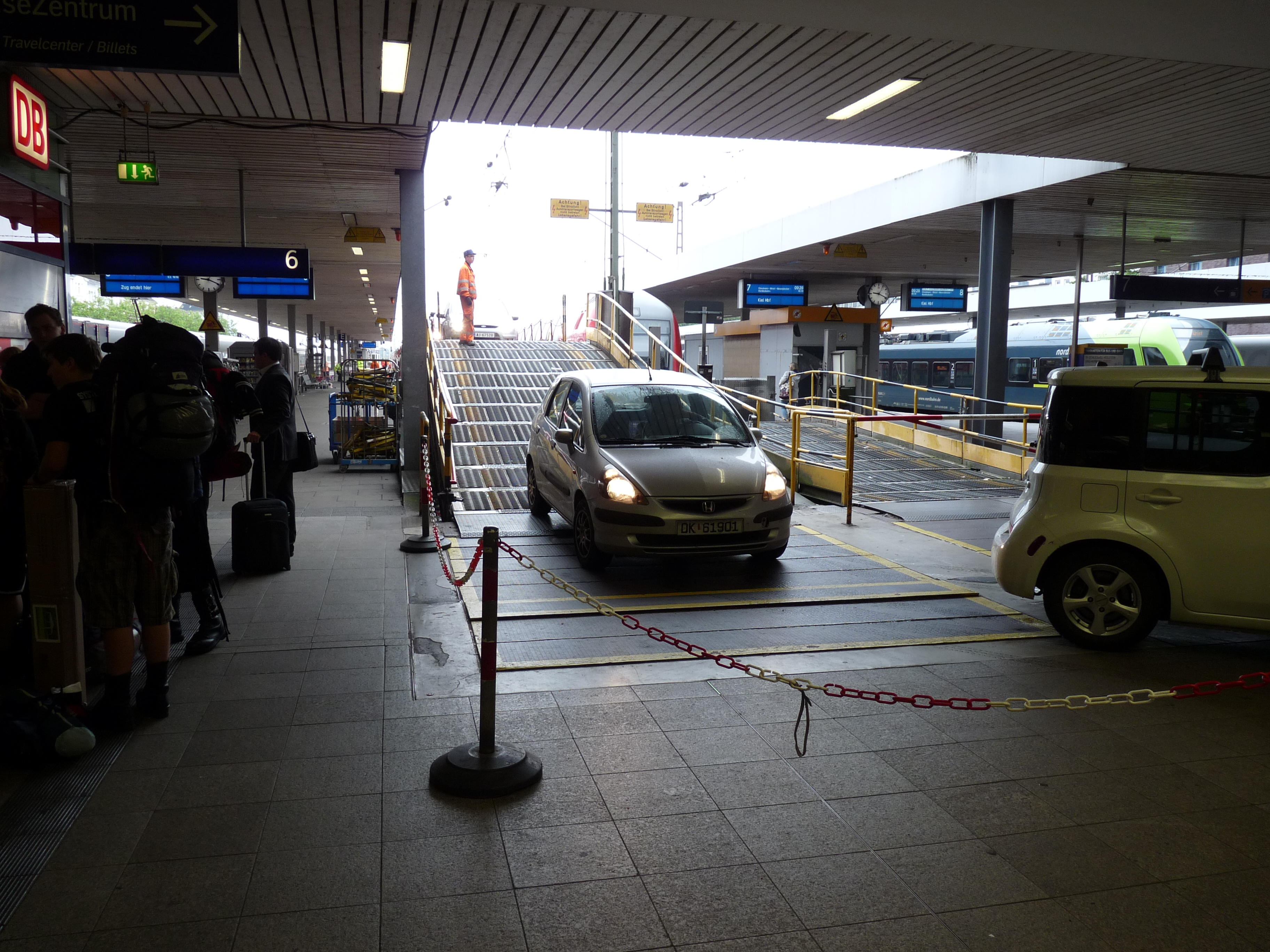
Het uitladen van een autoslaaptrein. Elk perron heeft een speciale helling voor de autotreinen. Wanneer een autotrein wordt in-/uitgeladen, wordt een deel van het perron afgesloten voor overige reizigers. (2015)

Het station Altona is een van de zeven autotreinterminals van DB Fernverkehr in Duitsland. Vanaf hier vertrokken autoslaaptreinen naar Lörrach, München, Villach, Wenen, Alessandria, Bozen en Narbonne. Tegenwoordig rijden er alleen treinen in het seizoen naar Lörrach en München. Uniek is dat het autolaadperron gecombineerd is met een reizigersstation, deze vindt plaats op een apart deel van het station. Wanneer een autotrein naar het spoor wordt gerangeerd en geladen wordt, wordt de stroom van de bovenleiding gehaald. Hierdoor kunnen autobestuurders niet per ongeluk in aanraking komen met elektriciteit die dan op de bovenleiding zou staan. De auto's rijden via een oostelijke stationsingang en via een speciale oprijplaten. Een deel van de weg naar de laadperrons wordt tijdens het laden van een trein voor overig verkeer afgesloten. Na het laden van de auto's kunnen de passagiers instappen in de reizigerswagons, kan de bovenleiding weer worden ingeschakeld en de trein vertrekken.

### Regionale treinen
De volgende regionale treinen doen station Hamburg-Altona aan:
| Serie | Treinsoort                      | Route                                                                                  | Bijzonderheden             |
| ----- | ------------------------------- | -------------------------------------------------------------------------------------- | -------------------------- |
| RE 6  | RegionalExpress (DB Regio Nord) | Hamburg-Altona – Elmshorn – Glückstadt – Itzehoe – Husum – Niebüll – Westerland (Sylt) |                            |
| RB 71 | Regionalbahn (Nordbahn)         | Hamburg-Altona – Pinneberg – Elmshorn – [ Wrist ] / [ Itzehoe ]                        | 's avonds van/naar Itzehoe |

### S-Bahn

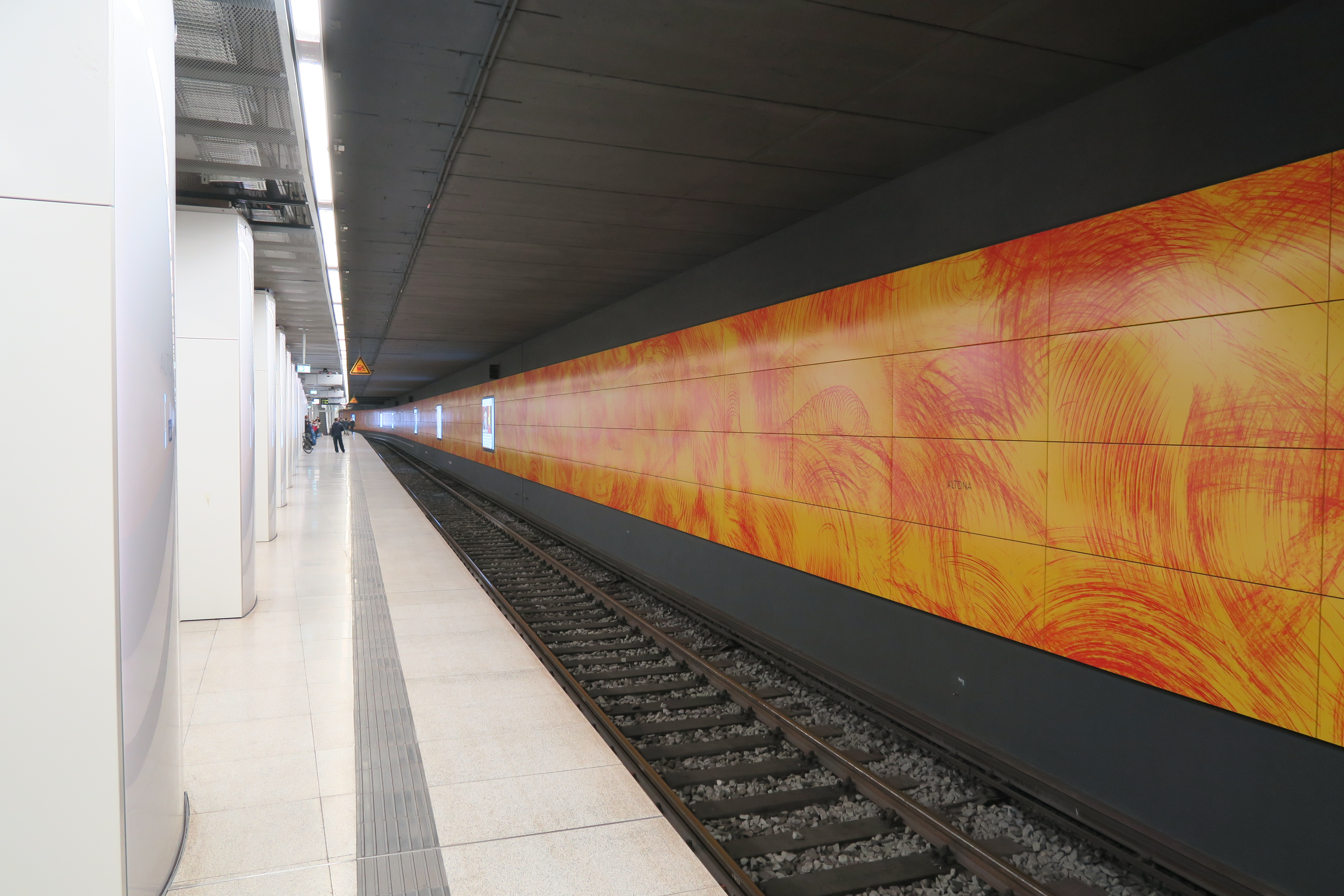
S-Bahnstation Altona (2018)

Voor de S-Bahn van Hamburg bestaat er sinds 1979 een aparte tunnelstation met vier perronsporen ten zuidwesten van het treinstation. Noordelijk daarvan komen de sporen naast die van de langeafstandstreinen via een helling in het daglicht, daarachter volgen omvangrijke opstelsporen evenals een diverse fly-overs en dive-unders voor de spoorlijnen naar Blankenese, Elbgaustraße en Dammtor. Zuidelijk van het station ligt een enkelsporig keerspoor, tussen de sporen van de City-S-Bahn onder de Hamburgse binnenstad naar het Hauptbahnhof.
Westelijke perrons - stadinwaarts richting Hauptbahnhof:
- spoor 1: lijn S1 via Jungfernstieg naar Poppenbütten en de luchthaven, lijn S3 via Jungfernstieg naar Neugraben;
- spoor 2: lijn S2 via Dammtor.

Oostelijke perrons - staduitwaarts:
- spoor 3: lijn S2 eindigt hier;
- spoor 4: lijn S1 via Blankenese naar Wedel, lijn S3 via Elbgaustraße naar Pinneberg.

In beide richtingen is er tussen de treinen van S1 en S2 een cross-platform-overstap.
| Serie | Treinsoort        | Route | Bijzonderheden |
| ----- | ----------------- | --- | -------------- |
|       | S-Bahn (DB Regio) | Hamburg Airport – /Poppenbüttel – Ohlsdorf – Barmbek – Berliner Tor – Hauptbahnhof – Altona – Blankenese – Wedel |                |
|       | S-Bahn (DB Regio) | Altona – Dammtor – Hauptbahnhof – Berliner Tor – Bergedorf – Aumühle                                             |                |
|       | S-Bahn (DB Regio) | Pinneberg – Elbgaustraße – Eidelstedt – Altona – Hauptbahnhof – Harburg – Harburg Rathaus – Neugraben            |                |

## Goederenstation Altona
Direct ten noorden van het reizigersstation sluit het Goederenstation Altona aan. Het had een oppervlakte van 100.000 m², zeven laadperrons en nog eens zes te bereiken vanaf de straat en talrijke rangeersporen uitgebreid met de sporen van het reizigersstation. Hierbij kwamen de sporen van het ongeveer een kilometer verderop gelegen havenstation van de Altonaer Hafenbahn. Het goederenstation werd in 1996 gesloten.

## Bahnbetriebswerk Altona
Het Bahnbetriebswerk Altona (spoorwegdepot/onderhoudscentrum) begon in 1895 als depot voor het goederenverkeer van de Preußisch-Hessischen Eisenbahngemeinschaft, ontwikkelde zich in de tijd van de Reichs- en Bundesbahn tot een belangrijke stoomlocomotiefloods en behandelde tot het einde van zijn levensduur vele steltreinstoomlocomotieven. In 1982 overnam het Bahnbetriebswerk Hamburg-Eidelstedt zijn functie.

## Historische metroplanningen
In het algemene plan voor een sneltreinnetwerk uit 1935 was er een twee verdieping tellende metrostation als overstapstation onder station Altona gepland. Het zou een halte krijgen voor de lijn tussen Freihafen en Lurup (binnenstadtangent) en een lijn tussen Neumühlen en Freihafen (Alsterhalbring). Tot in het oorlogsjaar 1942 werd een viersporige metrostation met eilandperrons gepland.
Bij de bouw van het tunnelstation van de S-Bahn werd eronder een haaks lopende halte voor de metro van Hamburg voorbereid. Onder het S-Bahnstation ligt een betonplaat, een zogenaamde hulptunnel. Daaronder kan later een station worden gebouwd, zonder het S-Bahnverkeer bij de bouw te hinderen. Ook werd er in het S-Bahnstation toekomstige ingangen gemaakt naar de metro: deze is gepland bij de muur tussen de trap naar de westelijke perron en onder de zuidelijke trap (tegenover het controlehuisje). Andere voorbereidingen voor een tunnel zijn er niet gemaakt, alleen een betonplaat onder de autosnelweg A7 in Bahrenfeld.
Deze voorbereidingen waren voor de toenmalige lijn U4 tussen Lurup en Winterhude gepland.

## Actuele plannen

### Opheffen of verplaatsen

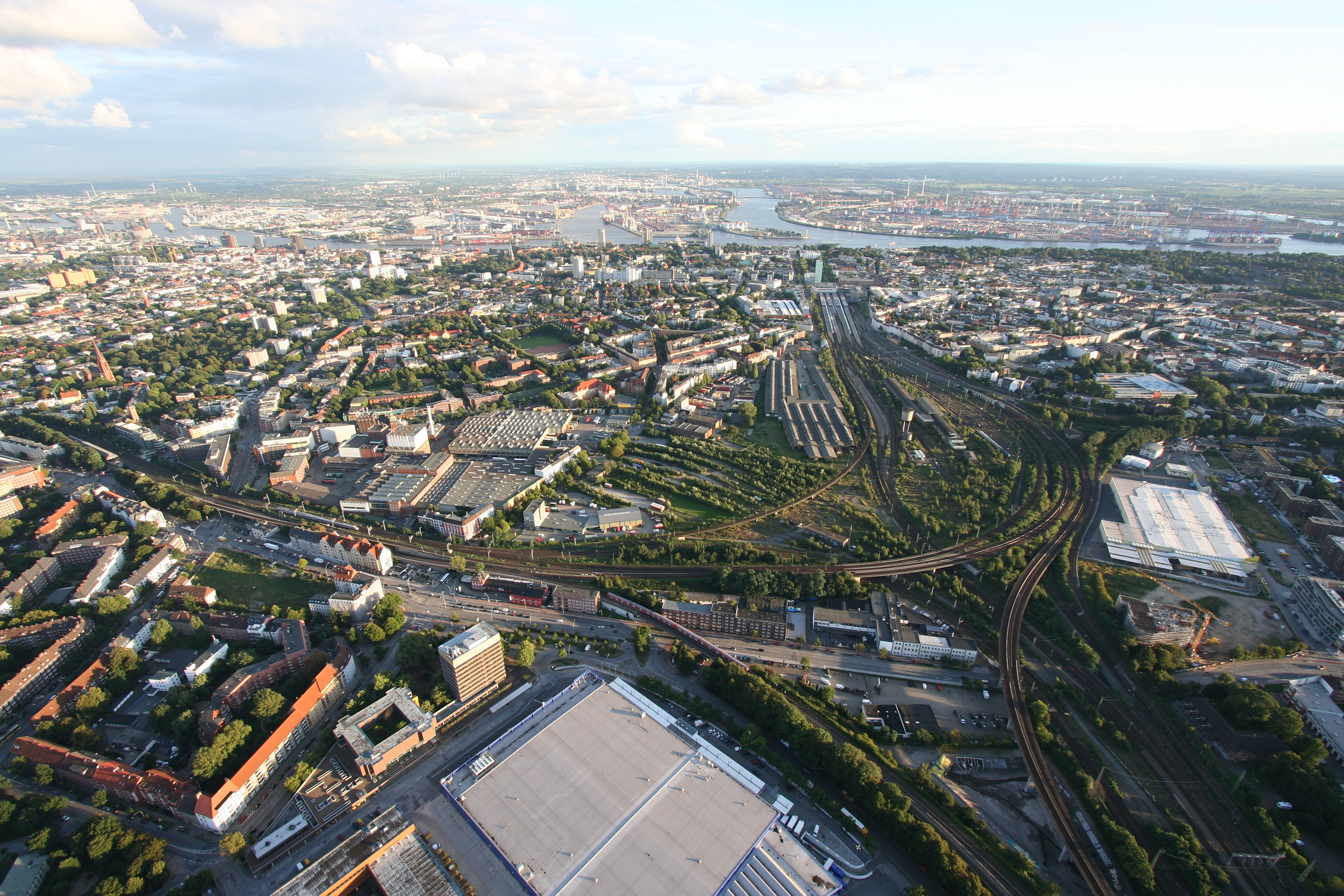
Spoorknooppunt bij station Altona: reizigers- en voormalig goederenstation zijn boven in het midden. De Verbindingslijn van/naar Hbf loopt in het midden van het beeld. De "Diebsteichkurve" buigt rechts naar onderen af, aan de spoorlijn van/naar Kiel. In de buitenste bocht rechts het gebied van het voormalige onderhoudscentrum. (2010)

De netwerkuitbreidingen tussen 1950 en 1965 voor de S-Bahn van Hamburg het elektrificeren van de verbindingslijn ten westen van station Holstenstraße naar het noorden afbuigende lijn van de AKN Eisenbahn in 1962 ontlastte het station van veel regionaal treinverkeer.
Na de elektrificering van de spoorlijn naar Kiel in het jaar 1995 werden de treinen uit de richting Neumünster/Kiel geleid via Hamburg Dammtor naar het Hauptbahnhof. Doordat station Altona een kopstation is, spelen er een aantal problemen. Het laden van de autoslaaptreinen wordt via een deel van het kopstation afgewikkeld, waardoor voor de overige reizigers deze toegang wordt afgesloten. Ongeveer de helft van de regionale treinen uit Sleeswijk-Holstein eindigt in Altona omdat de lijn naar het Hauptbahnhof tegen zijn capaciteit zat. Hierdoor moeten reizigers overstappen in Altona op de S-Bahn om toch op het Hauptbahnhof te komen. Door de verschuiving van goederentreinen naar het goederenomleidingslijn, die in 2005 is uitgebreid, kunnen meer regionale treinen naar het Hauptbahnhof rijden. Hierdoor verloor station Altona en het stadscentrum van Altona een deel van zijn reizigers en dus klandizie.
Sinds de midden jaren 90 waren er overwegingen en ruwe planningen, om het gehele station circa 1,5 kilometer naar het noorden te verplaatsen, direct aan de noord-zuidlijn ter hoogte van de halte Diebsteich als doorgangsstation. Deze had voor de binnenstadse verkeer als voordeel, dat tussen de Stresemannstraße en de Julius-Leber-Straße een betere oost-west straatverbinding aangelegd kan worden.

### "Mitte Altona"
Het Ministerie van Stadsontwikkeling en Milieu van Hamburg (Behörde für Stadtentwicklung und Umwelt (BSU)) gaf in augustus 2009 het bericht dan met begon met voorbereidende onderzoeken, in februari 2010 werd de eerste voorstudie gepubliceerd door de BSU met ontwerpen voor de herontwikkeling van het spoorgebied. De BSU schrijft (vrij vertaald): "De Deutsche Bahn AG plant, het regionaal- en langeafstandsstation Altona naar het noorden ter hoogte van het huidige S-Bahnstation Diebsteich te verleggen" en gaf eind mei/begin juni 2010 een informatiebrochure uit voor de burgers, die onder de belanghebbende en geïnteresseerde nogal controversieel ontvangen werd.
Op november 2010 werd bekendgemaakt, dat het ontwerp van architect André Poitiers de aanbesteding van het masterplan voor de bebouwing van het terrein gewonnen had. Dit plan bestaat onder andere uit 2000 woningen en parken voor. Een circa 13 hectare grote deel van het terrein tussen de actuele langeafstandssporen en de Harkortstraße wordt onafhankelijk ontwikkeld in afwachting van het besluit over de verplaatsing van het station. In april 2011 kocht de firma ECE Projektmanagement, het grote commerciële vastgoed en onderhield, 60.000 m² van het terrein van de Holsten-Brauerie: in dit plangebied voor het nieuwe stadsdeel "Mitte Altona" zal ECE als eerste woningen bouwen.
Begin september 2013 deelde de Deutsche Bahn mee, begin 2014 over de verplaatsing te beslissen. Het spoorbedrijf rechtvaardigde deze onzekerheid, omdat uit bodemonderzoek was gebleken dat de grond sterk vervuild was. Daarmee kon het oorspronkelijke plan, een doorgangstation bij Diebsteich gefinancierd met grondverkopen, niet meer doorgaan en moest er een nieuw financieringsmodel worden gemaakt. Door het nabijgelegen onderhoudscentrum Eidelstedt moeten er treinen eindigen in het nieuwe Altona.
In een eerste bouwfase voor de Neue Mitte Altona zal in ieder geval 1600 woningen worden gebouwd.
Op 1 juli 2014 maakte de Deutsche Bahn bekend, het langeafstands- en regionaalstation in 2023 te verleggen naar het huidige S-Bahnstation Diebsteig. Voorzien is een achtsporig station met zes langeafstands- en regionale sporen en twee S-Bahnsporen met een nieuw stationsgebouw. Daarmee zal de spoorweginfrastructuur vernieuwd en Hamburg Hauptbahnhof ontlast worden. Volgens het plan zullen de werkzaamheden eind 2015 beginnen.
De stad Hamburg heeft het terrein van het station op 30 juni 2015 gekocht voor een bedrag van €38,8 miljoen en laat de Deutsche Bahn tot de verplaatsing van het station er gebruik van maken. Op het meer dan 13 hectare groot gebied zal verdeeld worden in twee ontwikkelingsgebieden waarin het Altona Mitte wordt gerealiseerd en 1900 woningen gebouwd. De geraamde kosten is niet gecommuniceerd; vroegere schattingen gingen uit van rond de €300 miljoen voor het verleggen van het station. Voor de planvorming is €13 miljoen voorzien.